# Таррако
Таррако, відоме сьогодні як Таррагона, є містом в Каталонії, Іспанія. Це було найстарішим римським поселенням на Піренейському півострові та столицею римської провінції Ближня Іспанія. Таррако має багато історичних пам'яток, включаючи значний набір римських руїн, які 2000 року були включені до списку світової спадщини ЮНЕСКО як археологічний комплекс Таррако.
Таррако почало розвиватися з VI століття до нашої ери, і за римських часів воно стало важливим адміністративним та торговим центром.

## Історія

### Початок та Друга Пунічна Війна
Територія була населена з 5 століття до н. е. іберійцями, переважно в долині Ебро, які мали торгові контакти з греками та фінікійцями, що оселилися на узбережжі.
Таррако вперше згадується після прибуття Гнея Корнелія Сціпіона Кальвуса в Емпоріон у 218 р. до н. е. на початку Другої Пунічної війни, яка почала римське завоювання Іспанії. Римляни завоювали поле з постачанням для військ Ганнібала біля міста Сіссіс та захопили його. Незабаром після цього римлян атакували «недалеко від Таррако». Можливо, Сіссіс та Таррако були одним і тим же містом. Сіссіс може бути прирівняний до Кессе, ім'я на монетах іберійського походження 1-го та 2-го століття до н. е..
У 217 р. до н. е. римські підкріплення прибули під командуванням Публія Сципіона, і йому та його брату Гнею Корнелію приписують посилення оборонних споруд Таррако та створення військового порту. Ймовірно, римська міська стіна була побудована поверх старішої стіни, характерної для іберійських каменярів.
Після смерті братів Сціпіонів, Таррако стало зимовою базою Сціпіона Африканського (сина Публія) між 211 та 210 роками до н. е., де він зустрічав племена Іспанії. Населення залишалося вірним римлянам під час війни, а рибалки з Таррако допомагали римлянам своїми човнами під час облоги Картахо Нова.

### Римська Республіка
Завоювання Іберійського півострова римлянами тривало понад 200 років.
Протягом наступних двох століть Таррако залишалося базою постачання та зимівлі під час війн проти кельтіберів, як це було під час Другої Пунічної війни. Протягом цього періоду у місті було розташовано велике військо, можливо, в найвищій частині сучасного історичного кварталу міста, який називається Part Alta. У 197 р. до н. е. усі завойовані території, навіть вузькі смуги вздовж Середземноморського узбережжя, були розділені між новими провінціями Дальня Іспанія і Ближня Іспанія. Основною столицею Ближньої Іспанії було Картахо Нова, але Страбон говорить, що губернатори також проживали в Таррако.
Юридичний статус Таррако, ймовірно, був як conventus civium Romanorum (з'їзд римських громадян провінції) під час Республіки з двома magistri (цивільні директори) на чолі. Гай Порцій Катон, консул у 114 році до н. е., обрав Таррако місцем свого вигнання у 108 році, що свідчить про те, що Таррако було вільним містом або, принаймні, союзником у той час.
Коли Цезар завоював прихильників Помпея у 49 році до н. е. в Ілерді (Льєйда), Таррако підтримувало його армію їжею. Ймовірно, після його перемоги в Мунді близько 45 року до н. е., Таррако отримало статус колонії від Юлія Цезаря з прізвиськом Іулія в його формальному імені: Colonia Iulia Urbs Triumphalis Tarraco, яке збереглося протягом існування імперії.

### Епоха Августа
У 27 році до н. е. Август реорганізував римські провінції: Ближня Іспанія була замінена більшою провінцією Тарраконська Іспанія, ім'я якої походило від її столиці і яка включала в себе території, завойовані у центральній, північній та північно-західній Іспанії.
У тому ж році Август відправився до Іспанії, щоб спостерігати за походами в Кантабрії, і через його слабке здоров'я він віддав перевагу перебуванню у Таррако. Можливо, Август побудував в місті алтар. Історія ритора Квінтіліана говорить, що мешканці Таррако похвалилися Августу, що на алтарі дивовижно виросло пальмове дерево. Він відповів сухо, це тому, що його не дуже часто використовують.
Невдовзі після його прибуття стара Геркулесова дорога стала Августовою дорогою. Стовп, знайдений на площі Plaça de Braus у Таррагоні, згадує дорогу між 12 і 6 роками до н. е., що веде до Барсіно на північний схід і Дертоса, Сагунтум та Валентія на південь.
Місто процвітало під керівництвом Августа. Письменник Помпоній Мела описує його в 1 столітті н. е. наступним чином: «Таррако — найбагатший порт на цьому узбережжі» (Tarraco urbs est en his oris maritimarum opulentissima). Таррако за часів Августа і Тиберія карбувало свої монети з зображеннями імперського культу та написом CVT, CVTT або CVTTAR.
Після смерті Августа у 14 році н. е., імператора офіційно було обожнено, і у 15 році н. е. було побудовано храм на його честь, ймовірно, у найсхіднішому районі міста або біля Колоніального форуму, як згадує Тацит у своїх «Анналах».

### Другий тріумвірат
У 68 році н. е. Гальба, який прожив у Таррако вісім років, був проголошений імператором. Веспасіан розпочав реорганізацію хитких фінансів держави. Згідно з Плінієм, це дозволило надати латинське громадянство мешканцям Іспанії. Південний півострів, який з давніх часів складався з міських районів та земель, поділених на племінні союзи, був перетворений на райони, організовані навколо міських центрів, чи то в колоніях, чи в муніципалітетах, що сприяло збору податків. Почалося швидке зростання будівництва, можливо, завдяки реорганізації провінції. Амфітеатр Таррагони, храмова територія та провінційний форум на вершині міста, ймовірно, були побудовані протягом цього періоду. Більшість статуй у цих місцях, ймовірно, була розміщена там між 70 та 180 роками н. е.
Патроном міста був сенатор Луцій Ліціній Сура, призначений імператором Траяном. Сура походив з Тарраконенсісу і досяг одну з найвищих державних посад. Взимку 122-123 років н. е. Адріан, як вважають, відвідав місто, щоб провести конвент для Іспанії. Він також відновив храм Августа.
У кінці 2 століття н. е. Таррако почало відчувати серйозні економічні труднощі. Ймовірно, через брак коштів, було побудовано лише кілька статуй на честь міста,. В цей період також була поразка у боротьбі проти імператора Клодія Альбіна, якого підтримував губернатор Тарраконенсісу Новіо, Луцій Руфо. У цей час надписи, присвячені Provinciae Concilium, починають зникати, все частіше заміняючись надписами, присвячених військовим. В ordo decurionum стало менше впливових купців, а більше патронів (великі землевласники та високопосадовці). Север відновив амфітеатр та пов'язані споруди, як свідчить надпис на дні.

### Пізня античність
Після реформ імператорської адміністрації Діоклетіана, півострів став тетрархією, розділеною на шість провінцій, які були набагато менші, ніж раніше. Таррако залишився столицею, але набагато меншої провінції.
Близько 260 року в місто вторглися групи франків та алеманнів, але розкопки не показали наслідків цих вторгнень у місто, і руйнації було помічено лише в гавані та за муром.
У 476 році, після падіння римської оборони на Рейні, Таррако було окуповано вестготами та королем Ейріхом. Через те що немає доказів руйнації, очевидно, захоплення міста було відносно спокійним. Вестготи, ймовірно, перейняли існуючі споруди, засновуючи невелику групу дворян, що підтверджується наявністю християнських гробниць у цей період. Кінець стародавньої історії міста прийшов з приходом мусульман у 713 або 714 році.

## Археологічний ансамбль
2000 року руїни римських споруд було включено до списку Світової спадщини ЮНЕСКО в Іспанії. У складі археологічного комплексу Таррако:
- Мури Таррагони
- Римський форум
- Римський цирк
- Колоніальний форум
- Римський театр
- Амфітеатр
- Палеохристиянський цвинтар
- Акведук Лес-Ферререс
- Тріумфальна арка